# Ілльмензе
Ілльмензе (нім. Illmensee) — громада в Німеччині, знаходиться в землі Баден-Вюртемберг. Підпорядковується адміністративному округу Тюбінген. Входить до складу району Зігмарінген.
Площа — 24,92 км2. Населення становить 2080 ос. (станом на 31 грудня 2020).

## Географія

### Адміністративний поділ
Громада складається з таких районів:
| Герб                   | Назва             | Населення | Площа |
| ---------------------- | ----------------- | --------- | ----- |
| Illmensee              | Ілльмензе (центр) | ?         | ?     |
| Illwangen              | Ілльванген        | ?         | ?     |
| Wappen von Ruschweiler | Рушвайлер         | ?         | ?     |

## Галерея

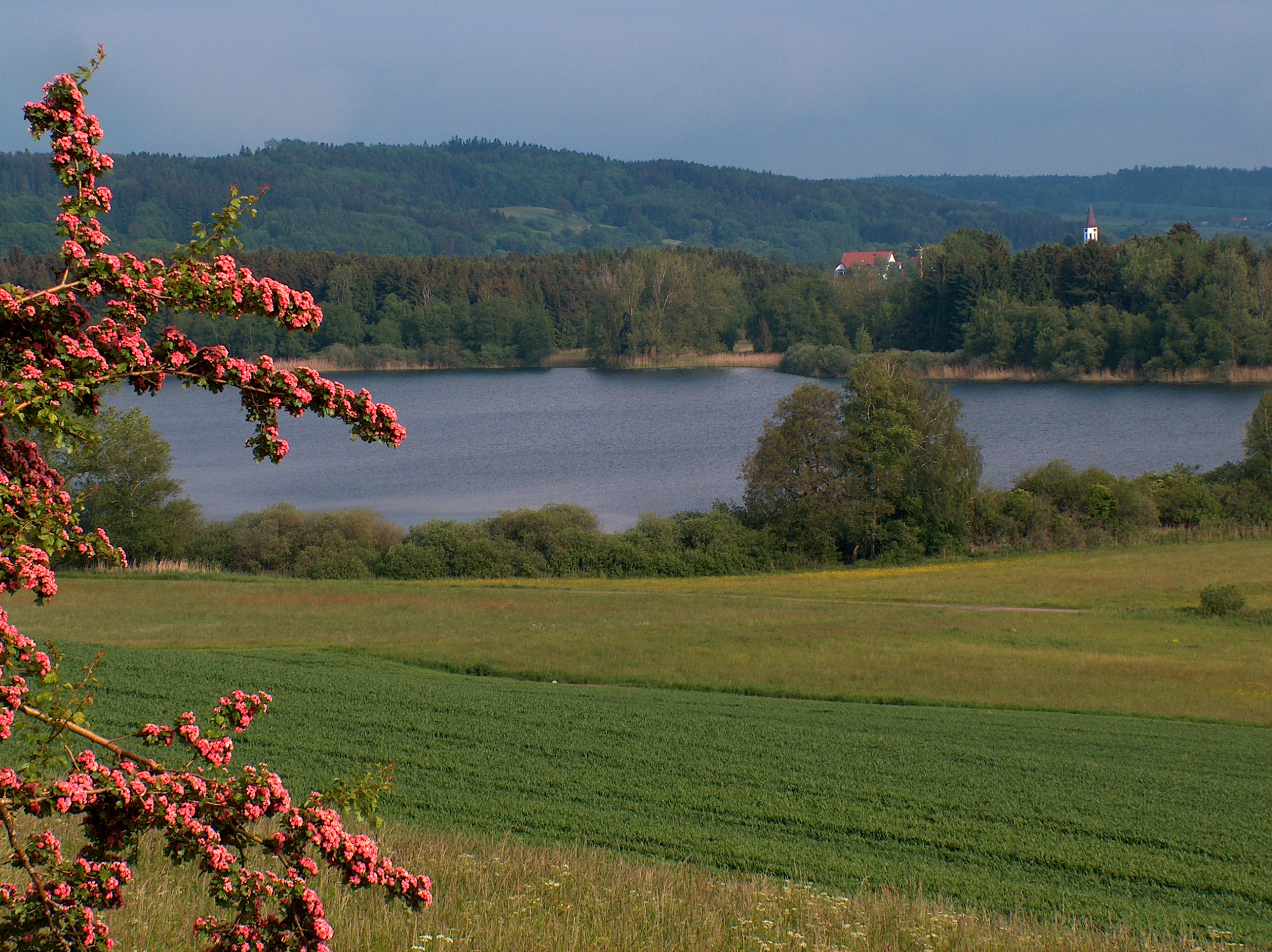
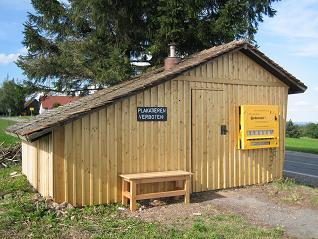